# Nowy Bógpomóż
Nowy Bógpomóż – część miasta Bobrowniki, w Polsce, w województwie kujawsko-pomorskim, w powiecie lipnowskim, w gminie Bobrowniki.
W latach 1975–1998 miejscowość należała administracyjnie do województwa włocławskiego.